# دوريتوس
دوريتوس (بالإنجليزية: Doritos)‏ هي شركة وعلامة تجارية أمريكية لإنتاج التُّرتيّة. تأسست سنة 1964 من قبل شركة فريتو لاي وهي مملوكة لشركة بيبسيكو. دوريتوس حالياً من أشهر شركات إنتاج الرقائق المقلية في العالم، حيث تنتشر منتجاتها في العالم وفي الدول العربية أيضاً.